# NGC 1447
NGC 1447 é uma galáxia lenticular (S0) localizada na direcção da constelação de Eridanus. Possui uma declinação de -09° 01' 06" e uma ascensão recta de 3 horas, 45 minutos e 47,1 segundos.
A galáxia NGC 1447 foi descoberta em 1886 por Frank Leavenworth.